# Cucullia tosca
Cucullia tosca är en fjärilsart som beskrevs av Bang-haas 1912. Cucullia tosca ingår i släktet Cucullia och familjen nattflyn. Inga underarter finns listade i Catalogue of Life.